# Musée naval et de la Flotte de Mykolaïv
Le musée naval et de la Flotte de Mykolaïv (en ukrainien :Миколаївський музей суднобудування і флоту) est consacré à la culture ukrainienne dans toutes ses manifestations. Il a été fondé en 1978 et se situe au 4 de la rue de l'Amirauté.

## Histoire
Il se situe dans un bâtiment plus ancien, fin XVIIIe ou début XIXe siècle qui est inscrit au Registre national des monuments d'Ukraine sous le numéro : 48-101-0103. C'est là que se trouvaient les chefs de la flotte de la Mer Noire.

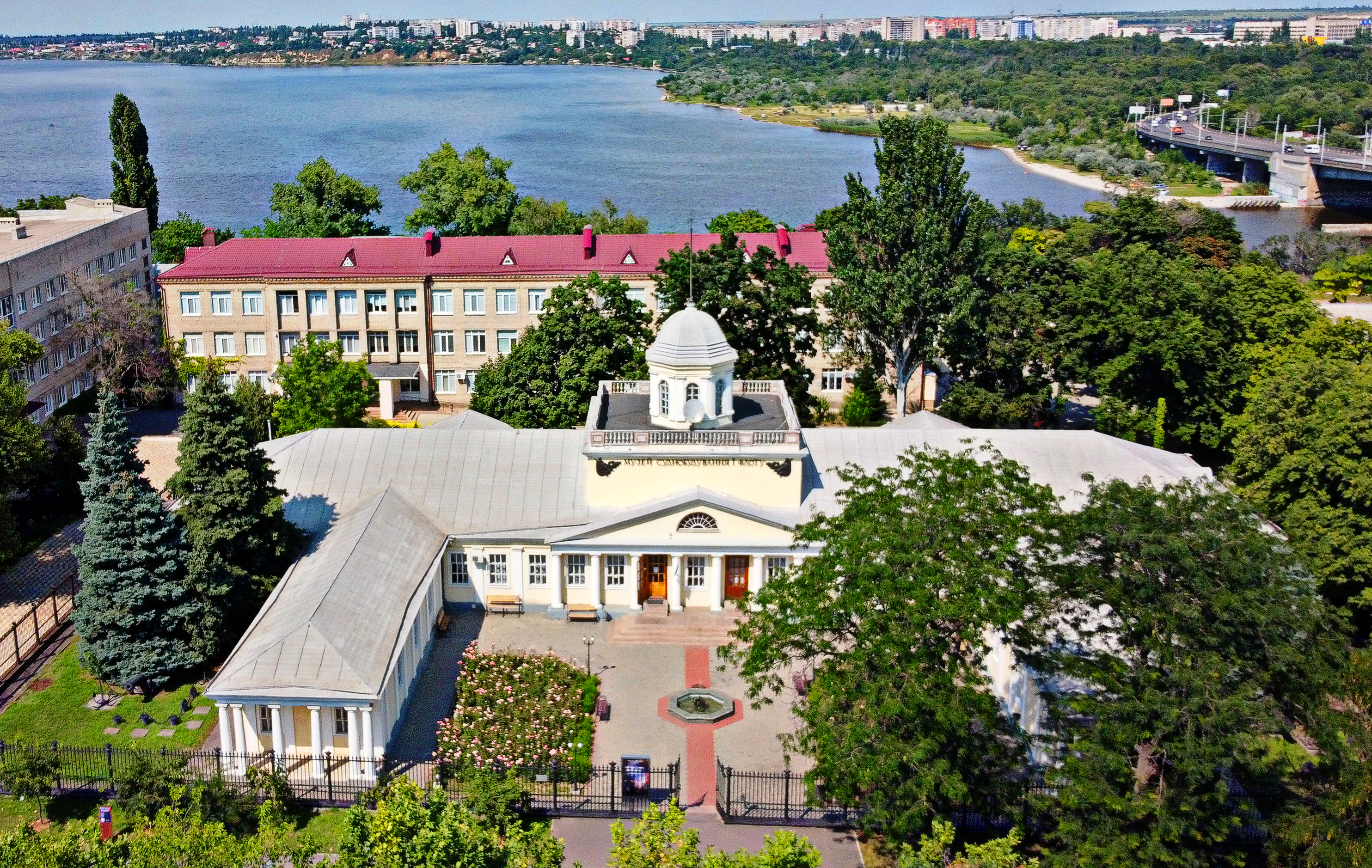
Le musée et la vue sur la mer.

En 1978 ouvrait le musée.

## Bustes

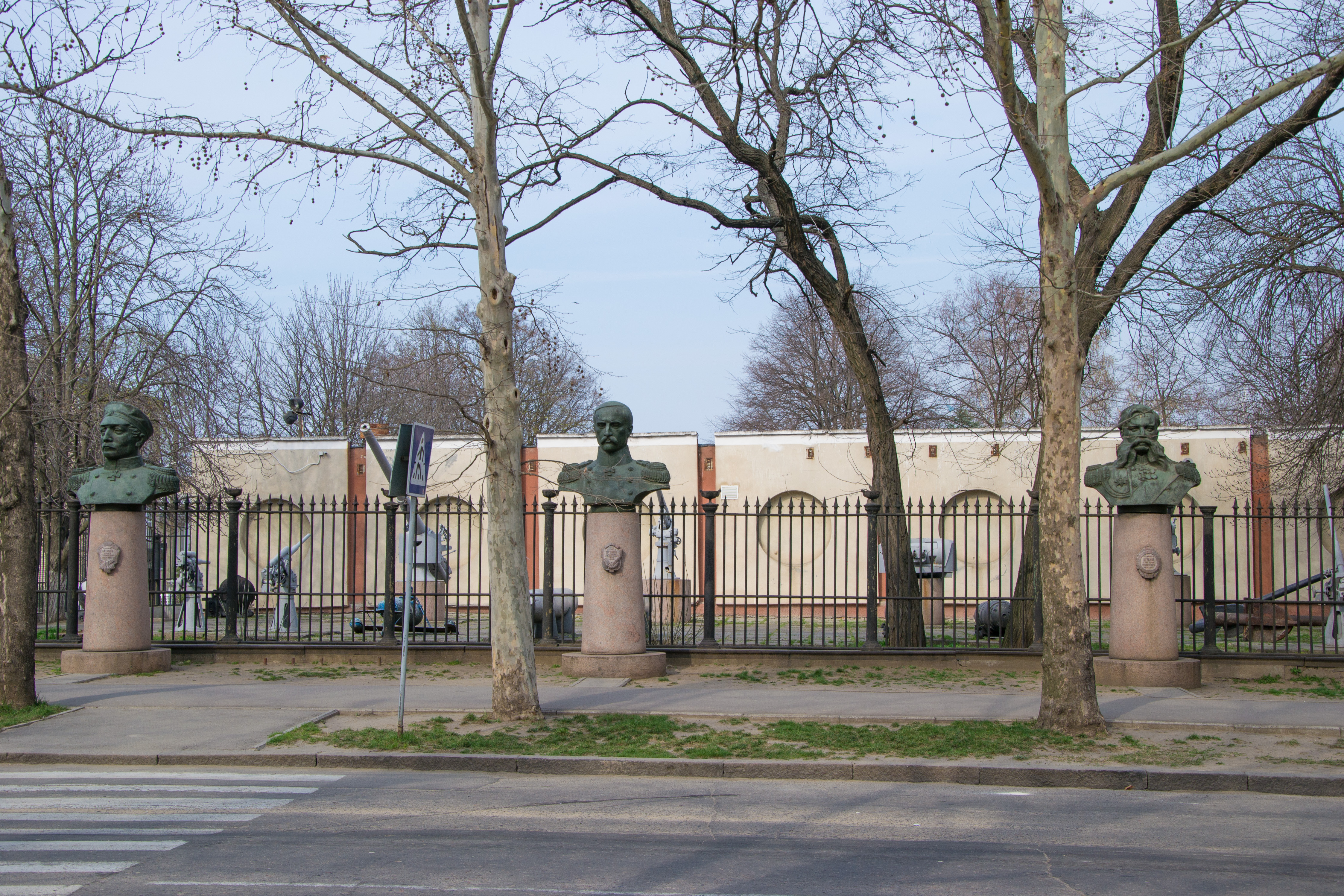
Bustes classés devant le musée.

## Galerie d'images

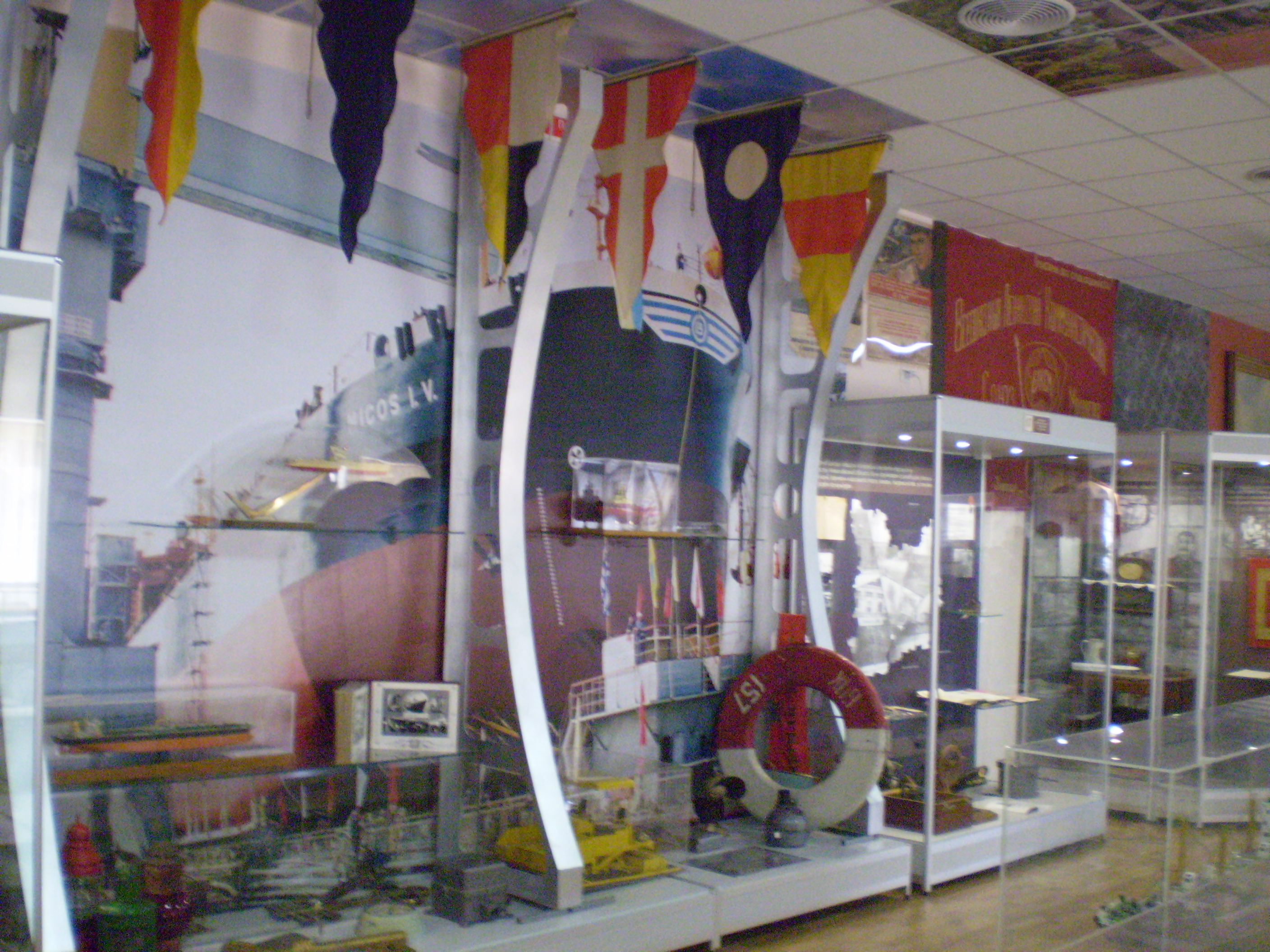
Une salle
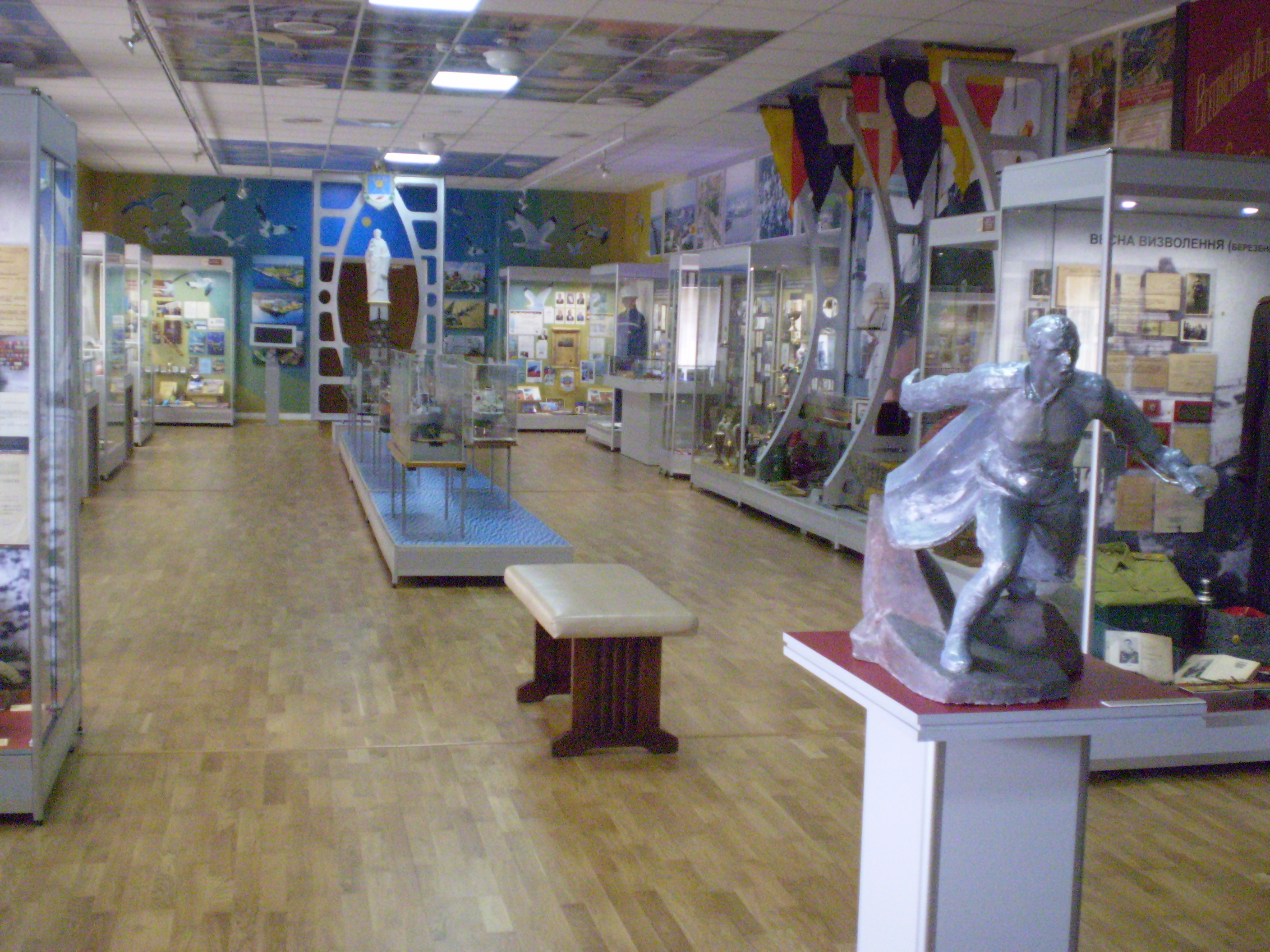
emplie d'objet
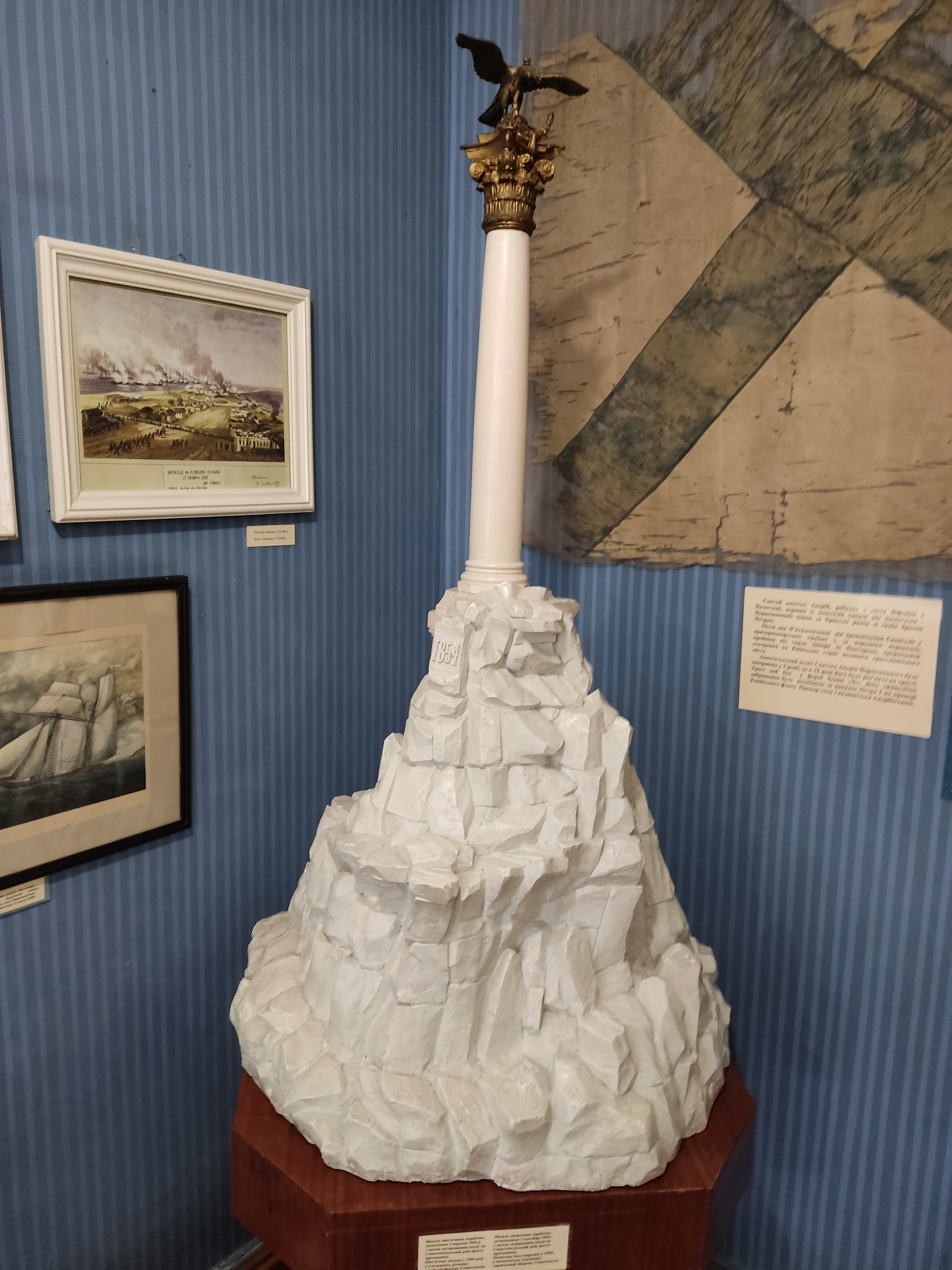
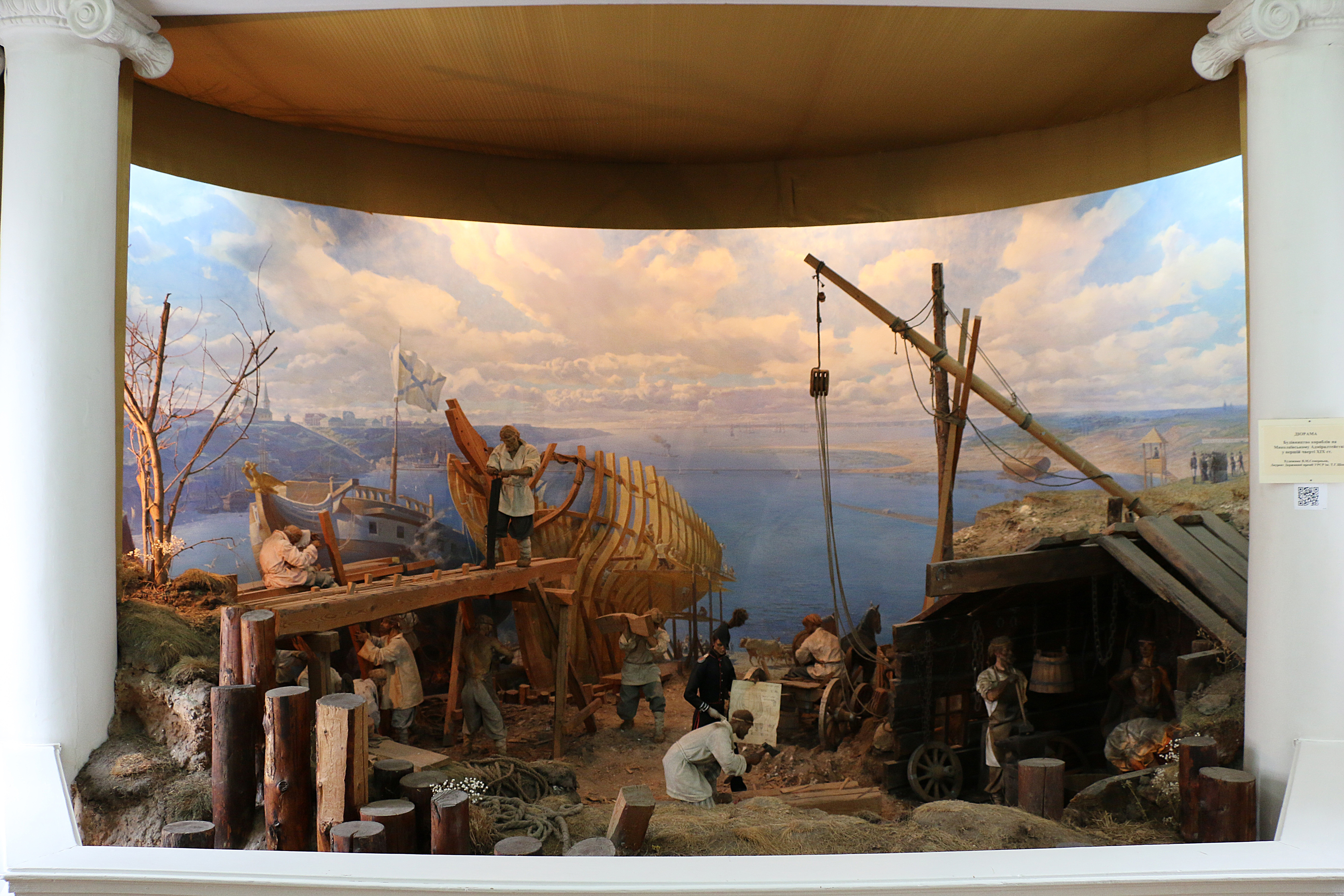
le chantier naval
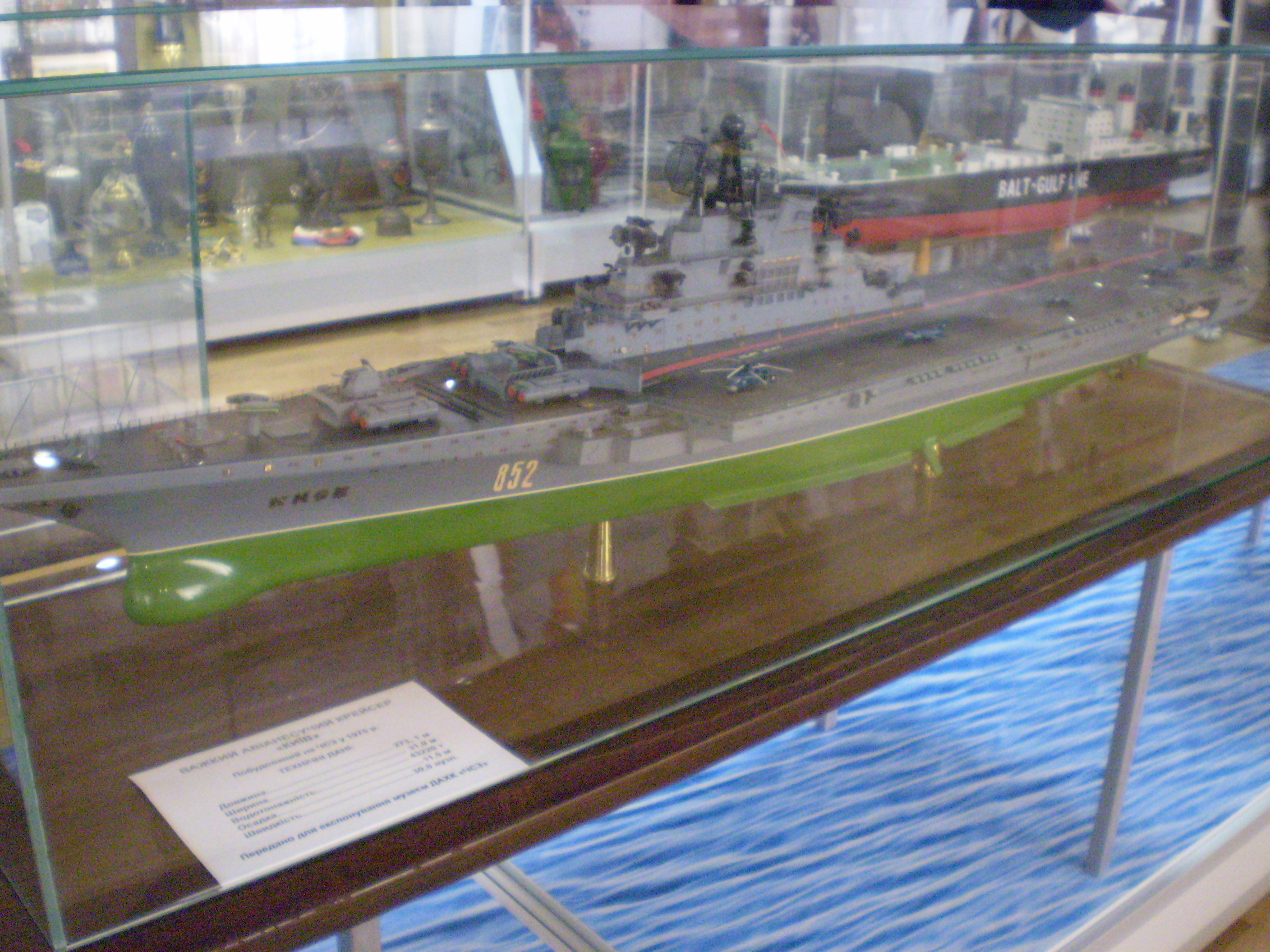
le Kiev (navire de 1975)